# Самгородок (Киевская область)
Са́мгородок (укр. Самгородок) — село, входит в Белоцерковский район Киевской области Украины на реке Березянка.
Население по переписи 2001 года составляло 1220 человек. Почтовый индекс — 09040. Телефонный код — 4568. Занимает площадь 6,66 км². Код КОАТУУ — 3224086601.

## Местный совет
09040, Київська обл., Сквирський р-н, с.Самгородок, вул.Петровського,13